# USS Drum (SS-228)
| «Драм»                                                                          | «Драм»                                                                               | «Драм»                                                                               |
| ------------------------------------------------------------------------------- | ------------------------------------------------------------------------------------ | ------------------------------------------------------------------------------------ |
| USS Drum (SS-228)                                                               |                                                                                      |                                                                                      |
|                                                                                 |                                                                                      |                                                                                      |
| Американський ПЧ «Драм» — корабель-музей у Мобілі, штат Алабама                 |                                                                                      |                                                                                      |
| Верф                                                                            | Portsmouth Naval Shipyard, Кіттері                                                   | Portsmouth Naval Shipyard, Кіттері                                                   |
| Під прапором                                                                    | США                                                                                  | США                                                                                  |
| Належність                                                                      | ВМС США                                                                              | ВМС США                                                                              |
| Порт приписки                                                                   | Перл-Гарбор                                                                          | Перл-Гарбор                                                                          |
| Замовлення                                                                      | 12 червня 1940                                                                       | 12 червня 1940                                                                       |
| Закладений                                                                      | 11 вересня 1940                                                                      | 11 вересня 1940                                                                      |
| Спуск на воду                                                                   | 12 травня 1941                                                                       | 12 травня 1941                                                                       |
| Введений до складу флоту                                                        | 1 листопада 1941                                                                     | 1 листопада 1941                                                                     |
| Виведений зі складу флоту                                                       | 16 лютого 1946                                                                       | 16 лютого 1946                                                                       |
| На службі                                                                       | 1941—1946                                                                            | 1941—1946                                                                            |
| Бойовий досвід                                                                  | Друга світова війна Тихоокеанський ТВД * Битва в затоці Лейте                        | Друга світова війна Тихоокеанський ТВД * Битва в затоці Лейте                        |
| Нагороди                                                                        | 12 бойових зірок                                                                     | 12 бойових зірок                                                                     |
| Проєкт                                                                          |                                                                                      |                                                                                      |
| Тип ПЧ                                                                          | дизель-електричний торпедний ДПЧ                                                     | дизель-електричний торпедний ДПЧ                                                     |
| Розробник проєкту                                                               | Electric Boat                                                                        | Electric Boat                                                                        |
| Основні характеристики                                                          |                                                                                      |                                                                                      |
| Швидкість (надводна)                                                            | 21 вузол (39 км/год)                                                                 | 21 вузол (39 км/год)                                                                 |
| Швидкість (підводна)                                                            | 9 вузлів (17 км/год)                                                                 | 9 вузлів (17 км/год)                                                                 |
| Робоча глибина занурення                                                        | 60 м                                                                                 | 60 м                                                                                 |
| Гранична глибина занурення                                                      | 91 м                                                                                 | 91 м                                                                                 |
| Дальність плавання                                                              | 11 000 миль (20 000 км) на швидкості 10 вузлів (18,6 км/год) (надводна)              | 11 000 миль (20 000 км) на швидкості 10 вузлів (18,6 км/год) (надводна)              |
| Автономність плавання                                                           | 48 годин на швидкості 2 вузли (3,7 км/год)                                           | 48 годин на швидкості 2 вузли (3,7 км/год)                                           |
| Екіпаж                                                                          | 83 офіцери та матроси                                                                | 83 офіцери та матроси                                                                |
| Розміри                                                                         |                                                                                      |                                                                                      |
| Довжина найбільша (по КВЛ)                                                      | 95,02 м                                                                              | 95,02 м                                                                              |
| Ширина корпусу найб.                                                            | 8,31 м                                                                               | 8,31 м                                                                               |
| Середня осадка (по КВЛ)                                                         | 5,2 м                                                                                | 5,2 м                                                                                |
| Водотоннажність надводна                                                        | 1 510 т                                                                              | 1 510 т                                                                              |
| Силова установка                                                                |                                                                                      |                                                                                      |
| дизель-електрична; 4 × головні дизельних двигуни Fairbanks-Morse Model 38D8-1⁄8 |                                                                                      |                                                                                      |
| Гвинти                                                                          | 2                                                                                    | 2                                                                                    |
| Потужність                                                                      | 2 740- 5400 к.с.                                                                     | 2 740- 5400 к.с.                                                                     |
| Озброєння                                                                       |                                                                                      |                                                                                      |
| Артилерія                                                                       | 1 × 76-мм палубна гармата / 50 калібрів                                              | 1 × 76-мм палубна гармата / 50 калібрів                                              |
| Торпедно- мінне озброєння                                                       | 10 × 533-мм торпедних апаратів 16 торпед 2 × 1016-мм мінних загороджувачі (60 мін)   | 10 × 533-мм торпедних апаратів 16 торпед 2 × 1016-мм мінних загороджувачі (60 мін)   |
| ППО                                                                             | 1 × 40-мм зенітна гармата Bofors L60 1 × 20-мм автоматична зенітна гармата «Ерлікон» | 1 × 40-мм зенітна гармата Bofors L60 1 × 20-мм автоматична зенітна гармата «Ерлікон» |

«Драм» (англ. USS Drum (SS-228) — американський підводний човен типу «Гато», що перебував у складі військово-морських сил США у роки Другої світової війни.
«Драм» був закладений 11 вересня 1940 року на верфі компанії Portsmouth Naval Shipyard у Кіттері, штат Мен. 12 травня 1941 року він був спущений на воду, а 1 листопада 1941 року увійшов до складу ВМС США.
Підводний човен брав участь у бойових діях на морі в Другій світовій війні; бився у Тихому океані. Загалом здійснив 14 бойових походи в ході яких затопив 15 суден (80 580 т). За проявлену мужність та стійкість у боях «Драм» удостоєний дванадцяти бойових зірок.

## Перелік уражених «Драм» суден у бойових походах
| №                                       | Дата              | Командир ПЧ               | Назва                                            | Тип                        | Належність             | Водотоннажність (брт) | Вантаж | Конвой                                                                  | Результат та координати                                                  | Наслідки атаки для екіпажу          | Прим. |
| --------------------------------------- | ----------------- | ------------------------- | ------------------------------------------------ | -------------------------- | ---------------------- | --------------------- | ------ | ----------------------------------------------------------------------- | ------------------------------------------------------------------------ | ----------------------------------- | ----- |
| Перший похід (14.04—12.06.1942)         |                   |                           |                                                  |                            |                        |                       |        |                                                                         |                                                                          |                                     |       |
| 1                                       | 2 травня 1942     | Lt.Cdr. Роберт Генрі Райс | «Мідзухо»                                        | гідроавіаносець            | Імперський флот Японії | 12 150                |        |                                                                         | потоплений 34°26′ пн. ш. 138°14′ сх. д. / 34.433° пн. ш. 138.233° сх. д. | 573 (101 загиблий та 472 врятовані) |       |
| 2                                       | 9 травня 1942     | Lt.Cdr. Роберт Генрі Райс | ім'я не відомо                                   | вантажне судно             | Японія                 | 4 000                 |        |                                                                         | потоплено 33°48′ пн. ш. 136°08′ сх. д. / 33.800° пн. ш. 136.133° сх. д.  | ?                                   |       |
| 3                                       | 13 травня 1942    | Lt.Cdr. Роберт Генрі Райс | Shonan Maru                                      | вантажне судно             | Японія                 | 5 246                 |        |                                                                         | потоплено 34°39′ пн. ш. 139°10′ сх. д. / 34.650° пн. ш. 139.167° сх. д.  | ?                                   |       |
| 4                                       | 25 травня 1942    | Lt.Cdr. Роберт Генрі Райс | Kitakata Maru                                    | вантажне судно             | Японія                 | 2 380                 |        |                                                                         | потоплено 34°58′ пн. ш. 140°04′ сх. д. / 34.967° пн. ш. 140.067° сх. д.  | ?                                   |       |
| Третій похід (23.09—08.11.1942)         |                   | Lt.Cdr. Роберт Генрі Райс |                                                  |                            |                        |                       |        |                                                                         |                                                                          |                                     |       |
| 5                                       | 8 жовтня 1942     | Lt.Cdr. Роберт Генрі Райс | Hague Maru                                       | пасажирсько-вантажне судно | Японія                 | 5 641                 |        |                                                                         | потоплено 34°06′ пн. ш. 136°22′ сх. д. / 34.100° пн. ш. 136.367° сх. д.  | ?                                   |       |
| 6                                       | 9 жовтня 1942     | Lt.Cdr. Роберт Генрі Райс | Hachimanzan Maru                                 | вантажне судно             | Японія                 | 2 461                 |        |                                                                         | потоплено 33°27′ пн. ш. 136°01′ сх. д. / 33.450° пн. ш. 136.017° сх. д.  | ?                                   |       |
| 7                                       | 20 жовтня 1942    | Lt.Cdr. Роберт Генрі Райс | Ryunan Maru                                      | вантажне судно             | Японія                 | 5 106                 |        |                                                                         | потоплено 34°08′ пн. ш. 136°46′ сх. д. / 34.133° пн. ш. 136.767° сх. д.  | ?                                   |       |
| Четвертий похід (29.11.1942—24.01.1943) |                   |                           |                                                  |                            |                        |                       |        |                                                                         |                                                                          |                                     |       |
|                                         |                   | Cdr. Бернард МакМегон     |                                                  |                            |                        |                       |        |                                                                         |                                                                          |                                     |       |
| П'ятий похід (24.03—13.05.1943)         |                   |                           |                                                  |                            |                        |                       |        |                                                                         |                                                                          |                                     |       |
| 8                                       | 9 квітня 1943     | «Ояма-Мару»               | вантажне судно                                   | Японія                     | 3 809                  |                       |        | потоплено 00°32′ пн. ш. 150°56′ сх. д. / 0.533° пн. ш. 150.933° сх. д.  | ? (4 загиблих та ? вцілілих)                                             |                                     |       |
| 9                                       | 18 квітня 1943    | «Нісшун-Мару»             | вантажне судно                                   | Японія                     | 6 380                  |                       |        | потоплено 01°55′ пн. ш. 148°24′ сх. д. / 1.917° пн. ш. 148.400° сх. д.  | ? (35 загиблих та ? вцілілих)                                            |                                     |       |
| Шостий похід (07.06—26.07.1943)         |                   |                           |                                                  |                            |                        |                       |        |                                                                         |                                                                          |                                     |       |
| 10                                      | 17 червня 1943    | «Мйоко-Мару»              | пасажирсько-вантажне судно                       | Японія                     | 5 087                  |                       |        | потоплено 02°03′ пд. ш. 153°44′ сх. д. / 2.050° пд. ш. 153.733° сх. д.  | ? (35 загиблих та ? вцілілих)                                            |                                     |       |
| Сьомий похід (16.08—02.10.1943)         |                   |                           |                                                  |                            |                        |                       |        |                                                                         |                                                                          |                                     |       |
| 11                                      | 8 вересня 1943    | Hakutetsu Maru #13        | вантажне судно                                   | Японія                     | 1 134                  |                       |        | потоплено 02°44′ пд. ш. 141°36′ сх. д. / 2.733° пд. ш. 141.600° сх. д.  | ?                                                                        |                                     |       |
| Восьмий похід (02.11—05.12.1943)        |                   |                           |                                                  |                            |                        |                       |        |                                                                         |                                                                          |                                     |       |
| 12                                      | 17 листопада 1943 | Хіє-Мару                  | судно забезпечення/плавуча база підводних човнів | Японія                     | 11 621                 |                       |        | потоплено 01°48′ пн. ш. 148°24′ сх. д. / 1.800° пн. ш. 148.400° сх. д.  | ? (1 загиблий (капітан корабля) та ? вцілілих)                           |                                     |       |
| Одинадцятий похід (09.09—?.10.1944)     |                   |                           |                                                  |                            |                        |                       |        |                                                                         |                                                                          |                                     |       |
| 13                                      | 24 жовтня 1944    | Shikisan Maru             | пасажирсько-вантажне судно                       | Японія                     | 4 725                  |                       |        | потоплено 20°27′ пн. ш. 118°34′ сх. д. / 20.450° пн. ш. 118.567° сх. д. | ?                                                                        |                                     |       |
| 14                                      | 26 жовтня 1944    | Taisho Maru               | вантажне судно                                   | Японія                     | 6 886                  |                       |        | потоплено 24°54′ пн. ш. 120°26′ сх. д. / 24.900° пн. ш. 120.433° сх. д. | ?                                                                        |                                     |       |
| 15                                      | 26 жовтня 1944    | Taihaku Maru              | вантажне судно                                   | Японія                     | 6 886                  |                       |        | потоплено 24°04′ пн. ш. 120°27′ сх. д. / 24.067° пн. ш. 120.450° сх. д. | ?                                                                        |                                     |       |